# Ju-On: Origins
Ju-On: Origins (im Original 呪怨：呪いの家; „ju-on“ bedeutet wörtlich übersetzt „Groll“ oder „Missgunst“) ist eine japanische Horrorserie aus dem Jahr 2020. Die Serie wurde weltweit am 3. Juli 2020 auf Netflix veröffentlicht. Es ist die erste Serie der Ju-on-Reihe von Takashi Shimizu.

## Handlung
Die Serie erzählt unterschiedliche Handlungsstränge.
Yasuo Odajima ermittelt für sein Buch zu übernatürlichen Phänomen. Während einer Talkshow zum Thema paranormaler Ereignisse lernt er den Fall der jungen Schauspielerin Haruka Honjo kennen. Diese vernimmt in ihrem Apartment Geräusche eines Kindes und hat diese aufgenommen.
Kiyomi kommt an eine neue Schule. Ihre Mitschülerinnen heucheln Interesse vor und wollen mit ihr gemeinsam mit Katzen in einem verlassenen Haus spielen. Allerdings stellt sich das ganze als Täuschung heraus und die beiden Mädchen halten Kiyomi auf dem Boden, damit ein Freund von ihnen sie vergewaltigen kann. Dabei verschwindet eines der Mädchen, Mai, plötzlich.

## Rezeption
Ju-On: Origins erhielt überwiegend eher positive Kritiken und hat einen Aggregatwert von 82 % Zustimmung von elf professionellen Kritiken auf der Seite Rotten Tomatoes.

## Trivia
Die Hauptdarstellerin Yuina Kuroshima hatte ihre erste Filmrolle in Ju-on: The Beginning of the End (2014) und spielte auch in Ju-on: The Final Curse (2015) mit.